# Zwemmen op de Olympische Zomerspelen 2024 – 4×100 meter vrije slag mannen
De 4x100 meter vrije slag mannen op de Olympische Zomerspelen 2024 vond plaats op 27 juli 2024 in de Paris La Défense Arena. Regerend olympisch kampioen was het team van de Verenigde Staten.

## Records
Voorafgaand aan het toernooi waren dit het wereldrecord en het kampioenschapsrecord
| Wereldrecord     | Verenigde Staten Michael Phelps Garrett Weber-Gale Cullen Jones Jason Lezak | 3.08,24 | Peking | 11 augustus 2008 |
| Olympisch record | Verenigde Staten Michael Phelps Garrett Weber-Gale Cullen Jones Jason Lezak | 3.08,24 | Peking | 11 augustus 2008 |

## Uitslagen
De snelste acht teams in de series kwalificeerden zich voor de finale.

### Series
| Rang | Serie | Baan | Land             | Namen | Tijd    | Bijz. |
| ---- | ----- | ---- | ---------------- | --- | ------- | ----- |
| 1    | 1     | 5    | China            | Wang Haoyu (48,61) Chen Juner (48,10) Ji Xinjie (47,93) Pan Zhanle (46,98)                                  | 3.11,62 | Q     |
| 2    | 2     | 4    | Australië        | Jack Cartwright (48,51) William Yang (48,39) Flynn Southam (47,91) Kyle Chalmers (47,44)                    | 3.12,25 | Q     |
| 3    | 1     | 3    | Groot-Brittannië | Duncan Scott (48,61) Jacob Whittle (47,90) Alexander Cohoon (47,91) Tom Dean (48,07)                        | 3.12,49 | Q     |
| 4    | 2     | 5    | Verenigde Staten | Ryan Held (48,52) Matthew King (48,40) Hunter Armstrong (47,50) Caeleb Dressel (48,19)                      | 3.12,61 | Q     |
| 5    | 2     | 3    | Canada           | Finlay Knox (49,03) Yuri Kisil (48,34) Javier Acevedo (48,15) Joshua Liendo (47,25)                         | 3.12,77 | Q     |
| 6    | 1     | 4    | Italië           | Lorenzo Zazzeri (48,88) Leonardo Deplano (48,23) Paolo Conte Bonin (48,03) Manuel Frigo (47,80)             | 3.12,94 | Q     |
| 7    | 1     | 6    | Hongarije        | Nándor Németh (48,07) Szebasztián Szabó (48,02) Ádám Jászó (48,74) Hubert Kós (48,13)                       | 3.12,96 | Q     |
| 8    | 1     | 7    | Duitsland        | Josha Salchow (48,56) Rafael Miroslaw (47,87) Luca Armbruster (48,29) Peter Varjasi (48,43)                 | 3.13,15 | Q, NR |
| 9    | 1     | 2    | Spanje           | Sergio de Celis Montalbán (48,84) Luis Domínguez (48,27) César Castro (47,91) Mario Molla (48,17)           | 3.13,19 | NR    |
| 10   | 2     | 6    | Brazilië         | Guilherme Caribé (48,57) Marcelo Chierighini (48,21) Gabriel Santos (48,86) Breno Correia (48,58)           | 3.14,22 |       |
| 11   | 2     | 1    | Servië           | Velimir Stjepanović (49,10) Nikola Aćin (48,66) Justin Cvetkov (49,44) Andrej Barna (47,48)                 | 3.14,68 |       |
| 12   | 1     | 1    | Frankrijk        | Hadrien Salvan (49,21) Rafael Fente--Damers (48,34) Guillaume Guth (48,66) W, Amazigh Yebba (48,63)         | 3.14,84 |       |
| 13   | 1     | 8    | Polen            | Mateusz Chowaniec (49,13) Dominik Dudys (48,75) Bartosz Piszczorowicz (48,39) Kamil Sieradzki (48,67)       | 3.14,94 |       |
| 14   | 2     | 7    | Israël           | Tomer Frankel (48,60) Gal Cohen Groumi (48,22) Denis Loktev (48,87) Alexey Glivinskiy (49,72)               | 3.15,41 |       |
| 15   | 2     | 8    | Zweden           | Robin Hanson (49,09) Björn Seeliger (48,61) Elias Persson (48,71) Isak Eliasson (49,30)                     | 3.15,71 |       |
| 16   | 2     | 2    | Griekenland      | Andreas Vazaios (49,50) Panagiotis Bolanos (49,68) Stergios Marios Bilas (48,70) Odysseus Meladinis (49,59) | 3.17,47 |       |

### Finale
| Rang   | Baan | Land             | Namen                                                                                           | Tijd    | Bijz. |
| ------ | ---- | ---------------- | ----------------------------------------------------------------------------------------------- | ------- | ----- |
| Goud   | 6    | Verenigde Staten | Jack Alexy (47,67) Chris Guiliano (47,33) Hunter Armstrong (46,75) Caeleb Dressel (47,53)       | 3.09,28 |       |
| Zilver | 5    | Australië        | Jack Cartwright (48,03) Flynn Southam (48,00) Kai Taylor (47,73) Kyle Chalmers (46,59)          | 3.10,35 |       |
| Brons  | 7    | Italië           | Alessandro Miressi (48,04) Thomas Ceccon (47,44) Paolo Conte Bonin (48,16) Manuel Frigo (47,06) | 3.10,70 |       |
| 4      | 4    | China            | Pan Zhanle (46,92) OR Ji Xinjie (48,58) Chen Juner (48,10) Wang Haoyu (47,68)                   | 3.11,28 |       |
| 5      | 3    | Groot-Brittannië | Matt Richards (47,83) Jacob Whittle (48,54) Tom Dean (47,72) Duncan Scott (47,52)               | 3.11,61 |       |
| 6      | 2    | Canada           | Josh Liendo (47,93) Yuri Kisil (48,18) Finlay Knox (48,26) Javier Acevedo (47,81)               | 3.12,18 |       |
| 7      | 8    | Duitsland        | Josha Salchow (48,28) Rafael Miroslaw (47,66) Luca Armbruster (48,43) Peter Varjasi (47,92)     | 3.12,29 | NR    |
| 8      | 1    | Hongarije        | Nándor Németh (47,76) Szebasztián Szabó (48,46) Ádám Jászó (48,38) Hubert Kós (48,51)           | 3.13,11 |       |